# Thomas Hancock (inventeur)
Pour les articles homonymes, voir Thomas Hancock.
 (juin 2023).
Si vous disposez d'ouvrages ou d'articles de référence ou si vous connaissez des sites web de qualité traitant du thème abordé ici, merci de compléter l'article en donnant les références utiles à sa vérifiabilité et en les liant à la section « Notes et références ».
Thomas Hancock, né le 8 mai 1786 et mort le 26 mars 1865, frère aîné de l'inventeur Walter Hancock, est un ingénieur anglais autodidacte qui fonda l'industrie du caoutchouc en Angleterre.
Il inventa le masticateur, une machine permettant le broyage du caoutchouc afin de lui conférer une plus grande plasticité et de pouvoir réutiliser les chutes de caoutchouc après les avoir transformées en blocs ou feuillets.
Il est aussi considéré, avec Charles Goodyear, comme l'inventeur du procédé de la vulcanisation des caoutchoucs. Cette technique est découverte en 1839 par le chimiste Charles Goodyear, mais il n’en tire aucun bénéfice, puisque le brevet a été déposé par Thomas Hancock le 21 novembre 1843. Ce dernier perce le secret du caoutchouc de Goodyear en décelant des traces de soufre à sa surface.

## Jeunesse
Hancock naît en 1786 à Marlborough, Wiltshire. On sait très peu de choses de sa jeunesse. Son père est un fabricant de meubles et il est possible que Thomas ait reçu une formation dans le négoce familial : en 1815, on le retrouve à Londres, constructeur de calèches, en partenariat avec son frère Walter[réf. nécessaire].

## Carrière
Il semble que Hancock se soit intéressé au caoutchouc dans le but de réaliser une matière imperméable pour protéger les passagers de ses calèches. En 1819, il commence à expérimenter la dissolution de caoutchoucs. En 1820, il brevette des fixations pour gants, des bretelles, des chaussures et des bas ; au cours de l'élaboration de ces nouvelles matières élastiques, Hancock cherche à diminuer le gaspillage des chutes de caoutchouc. Il invente alors une machine à déchiqueter le caoutchouc, le masticateur. Il ne dépose pas de brevet pour cette machine et cherche à garder secret son invention en lui donnant le nom trompeur de « machine à décaper »[réf. nécessaire].
En 1820, Hancock loue une usine, rue Goswell, à Londres, où les machines de son invention transforment le caoutchouc brut en une masse chaude et homogène de caoutchouc qui peut être plus facilement mis en forme, mélangé ou dissous que le caoutchouc brut.
Hancock expérimente alors sur les solutions de caoutchouc. En 1825, il dépose un brevet sur le procédé de fabrication de cuir artificiel, à partir d'une solution de caoutchouc et de diverses fibres. Pour son choix de solvants, kérosène et térébenthine, il s'est probablement inspiré du brevet de 1823 de Charles Macintosh. La même année, il commence à travailler avec Macintosh pour produire son matériau imperméable.
Dès 1830, il devient évident à tous que la solution de cuir préparée par Hancock à partir de son caoutchouc déchiqueté est meilleure que celle de Macintosh. Les deux inventeurs fusionnent leur compagnie et commencent à coopérer. Ils mettront, par exemple, au point une machine dispersant la peinture pour remplacer les pinceaux jusqu'ici utilisés par Macintosh.
En 1834, l'usine de Londres d'Hancock brûle alors que Macintosh avait déjà fermé celle de Glasgow. La production est déplacée à Manchester où, en 1838, un incendie détruit encore cette usine. Elle est aussitôt remplacée. Le brevet de 1823 de Macintosh expire en 1837. C'est seulement cette même année que Hancock dépose un brevet pour son masticateur ainsi que pour sa machine à disperser la peinture (Brevet UK 7,344).
Bien que Macintosh soit devenu un type générique de manteaux imperméables (souvent abrégé mac ou mack), La compagnie de Macintosh et Hancock, connue sous le nom de Macintosh, continue de produire des manteaux imperméables en utilisant toujours les mêmes techniques et processus mis au point par les deux pionniers.

### Vulcanisation
Le 21 novembre 1843, Hancock dépose un brevet sur la vulcanisation du caoutchouc utilisant le soufre, 8 semaines avant Charles Goodyear aux États-Unis (30 janvier 1844).

### Controverse sur la paternité de l'invention de la vulcanisation
Hancock mentionne dans son « récit personnel » que c'est son ami William Brockendon qui a inventé le terme vulcanisation d'après le dieu Vulcain de la mythologie romaine. Hancock ne s'accorde pas le crédit de la découverte de la réaction du soufre sur le caoutchouc ; il aurait même indiqué que Brockendon lui avait montré des échantillons américains de caoutchouc traité au soufre.
Brockendon a, par la suite, déclaré sous serment qu'il n'avait jamais vu ou entendu dire que Hancock avait analysé les échantillons. Hancock le confirmera dans son "récit personnel", où il clame avoir, lui-aussi, expérimenté avec le soufre pendant de nombreuses années. Beaucoup de chimistes corroborent le fait que, même s'il avait analysé les échantillons de Goodyear, cela ne lui aurait pas fourni les informations suffisantes pour copier le procédé. Alexander Parkes, inventeur du procédé de vulcanisation à froid (vulcanisation de matériaux dans une solution de chlorure de soufre dans du disulfure de carbone), a déclaré que Hancock et Brockendon lui avaient avoué que leurs expériences sur les échantillons de Goodyear leur avaient permis de comprendre ce qu'il avait fait.

## Mort
Il meurt le 26 mars 1865, à Stoke Newington.

## Inspiration
Eiichiro Oda s'est inspiré de Thomas Hancock pour créer son personnage féminin, Boa Hancock, qui est amoureuse d'un homme fait de caoutchouc.